# Jassidophaga setosa
Jassidophaga setosa är en tvåvingeart som först beskrevs av George Henry Verrall 1901.  Jassidophaga setosa ingår i släktet Jassidophaga, och familjen ögonflugor. Arten är reproducerande i Sverige.